# 克努德·莱昂纳德·克努森
克努德·莱昂纳德·克努森（挪威語：Knud Leonard Knudsen，1879年9月6日—1954年4月28日），挪威前男子竞技体操运动员。他曾代表挪威获得1912年夏季奥运会体操比赛男子团体自由式金牌。